# Mary Goodnight
Mary Goodnight è un personaggio dei romanzi di James Bond e del film Agente 007 - L'uomo dalla pistola d'oro. È interpretata da Britt Ekland.

## Biografia del personaggio

### Romanzo
Nei romanzi di Fleming diventa la seconda segretaria di Bond, di cui si innamora e con cui, nel romanzo L'uomo dalla pistola d'oro intreccia una relazione.

### Film
Nel film, Mary è un agente segreto dell'MI6, che deve aiutare Bond a sconfiggere Francisco Scaramanga, ovvero "l'uomo dalla pistola d'oro". Anche lei è innamorata di Bond, che però sembra preferirle la sensuale Andrea Anders, la donna del sicario che, scoperto il tradimento della donna, la uccide. In seguito Scaramanga rapisce Mary e la porta nella sua villa. Bond la salva e, dopo aver ucciso Scaramanga, fa l'amore con lei mentre ritorna in Inghilterra. Nel film Mary è sempre chiamata solo Goodnight ed è così che è accreditata nei titoli di coda.